# Bursera tomentosa
Bursera tomentosa är en tvåhjärtbladig växtart som först beskrevs av Nikolaus Joseph von Jacquin, och fick sitt nu gällande namn av Triana & Planch.. Bursera tomentosa ingår i släktet Bursera och familjen Burseraceae. Inga underarter finns listade i Catalogue of Life.